# Петрашівка (Горішньоплавнівська міська громада)
Петраші́вка — село в Україні, у Горішньоплавнівській міській громаді Кременчуцького району Полтавської області. Населення становить 108 осіб. Орган місцевого самоврядування — Салівська сільська рада.

## Географія
Село Петрашівка знаходиться на правому березі річки Сухий Кобелячок, вище за течією на відстані 1 км розташоване село Роботівка, нижче за течією на відстані 0,5 км розташоване село Салівка. На відстані 1 км розташоване село Махнівка. До села прилягають великі відстійники (~ 1200 га).

## Історія
На території сучасного с. Петрашівки розташовані поодинокий насип і група курганів, три поселення доби бронзового віку і черняхівської культури. В околицях населеного пункту знаходяться чотири більші та зовсім невеликі групи переважно розораних курганів.
Наявність курганів на території с. Петрашівки є красномовним підтвердженням використання цієї заплавної передстепової території впродовж ряду віддалених історичних епох не тільки для влаштування стійбищ та курганних некрополів, а й для розміщення поселень.
За даними "Списки населенных мест Российской империи, составленные и издаваемые Центральным статистическим комитетом Министерства внутренних дел : [По сведениям 1859]" на 1859 рік село Петрашівка (по праву сторону від транспортного тракту від містечка Потоки до с. Озера через село Кобелячок) при річці Кобелячок Келебердянської волості Кременчуцького повіту налічувало 14 дворів та 67 жителів.
В 1913 році в Петрашівці налічувалося 14 дворів та 81 житель.  